# 名古屋市立香流小学校
名古屋市立香流小学校（なごやしりつ かなれしょうがっこう）は、名古屋市名東区香流二丁目の公立小学校。

## 歴史

### 沿革
- 1963年（昭和38年）4月1日 - 名古屋市立猪高小学校北分校が改組され、名古屋市立香流小学校として独立[1]。
- 1969年（昭和44年） - 名古屋市立宮根小学校が分離独立する[1]。
- 1973年（昭和48年） - 名古屋市立猪子石小学校が分離独立する[1]。
- 1975年（昭和50年） - 名古屋市立蓬来小学校が分離独立する[1]。

### 児童数の変遷
『愛知県小中学校誌』（1998年）によると、児童数の変遷は以下の通りである。
| 1963年（昭和38年） | 538人 |  |
| 1967年（昭和42年） | 764人 |  |
| 1977年（昭和52年） | 827人 |  |
| 1987年（昭和62年） | 786人 |  |
| 1997年（平成9年）  | 728人 |  |

## 通学区域
所管する名古屋市教育委員会は、2020年（令和2年）9月1日現在、名東区のうち、赤松台・猪子石原一丁目・猪子石原二丁目・香流一丁目・香流二丁目・香流三丁目・香坂・神月町・天神下・山の手一丁目・山の手二丁目・山の手三丁目の全域および猪子石原三丁目の各一部を通学区域として指定している。
また、卒業後の進学先は名古屋市立香流中学校となっている。

## 著名な出身者
- 鈴木優（プロ野球選手）　※目黒区立不動小学校へ転出
- 矢沢みのり（スタイリスト、元子役）
- 林修（予備校講師、タレント）
- 浅井健一（ロックバンド：BLANKEY JET CITY（2000年解散）、ギター・ボーカル）

### WEB
1. ↑  名古屋市教育委員会事務局総務部教育環境計画室計画係 (2019年9月1日). “名古屋市立小・中学校の通学区域一覧（名東区）” (PDF).   名古屋市. 2020年10月10日閲覧。[リンク切れ]
2. ↑  名古屋市教育委員会事務局総務部教育環境計画室計画係 (2018年4月1日). “名古屋市立中学校区一覧（小→中）” (PDF).   名古屋市. 2017年9月20日時点のオリジナルよりアーカイブ。2020年10月10日閲覧。

### 書籍
1. 1 2 3 4 5 6 7  六三制教育五十周年記念愛知県小中学校誌編集委員会 1998, p. 390.